# جون هوبز (عالم طيور)
جون هوبز (بالإنجليزية: John Hobbs) هو عالم طيور أسترالي، ولد في 1920، وتوفي في 1990.